# Chemin des Révoires
Chemin des Révoires is een pad in Monaco, dat met 162 meter tevens het hoogste punt van de bergstaat Monaco is. Dit hoogste punt ligt op de grens met Frankrijk. Het pad loopt verder omhoog op de Mont Agel in Frankrijk.